# Leucanopsis suavina
Leucanopsis suavina là một loài bướm đêm thuộc phân họ Arctiinae, họ Erebidae.